# استفانی موگنرت-بقه
استفانی موگنرت-بقه (انگلیسی: Stéphanie Mugneret-Béghé؛ زادهٔ ۲۲ مارس ۱۹۷۴) بازیکن فوتبال اهل فرانسه است.
از باشگاه‌هایی که در آن بازی کرده‌است می‌توان به باشگاه فوتبال زنان المپیک لیون اشاره کرد.
وی همچنین در تیم ملی فوتبال زنان فرانسه بازی کرده‌است.